# 三橋弥
三橋 弥＜三𣘺 彌＞（みはし わたる、明治2年3月〈1869年〉- 昭和31年〈1956年〉1月14日）は、明治時代後期から昭和時代の政治家、農学者、実業家。貴族院多額納税者議員。

## 経歴
明治2年（1869年）3月、下総国千葉郡千葉（現：千葉県千葉市）の影山家に生まれる。出生名は影山 峯之助。
明治27年（1894年）に卒業論文「本邦農家ノ経済」を提出し東京帝国大学農科大学を卒業すると、同年8月に妻の実家である千葉県東葛飾郡鎌ヶ谷村（現：鎌ケ谷市）中沢の三橋家に養子入りし三橋 弥に改名する。三橋家は江戸時代に中沢村の名主や徳川幕府の直轄牧場である小金中野牧の牧士を務めて苗字帯刀を許された旧家で、岳父の三郎は鎌ヶ谷村長を務めた。
明治34年（1901年）5月、中沢に三橋農場を開設。農場内には農事試験場・図書標本部・農事講習部を設け、農事講習部では15歳以上かつ高等小学校卒業以上の受講資格を満たす者に対し無償で技術・学理を教授した。さらに蚕業の盛んな長野県小県郡別所村（現：上田市）に出張所として蚕桑部を置き先進技術の移入に努めたほか、葛飾瓦斯社長、北総鉄道および総武鉄道取締役など地元会社の重役を歴任した。
明治35年（1902年）には第7回衆議院議員総選挙に「実業派候補者」として無所属で出馬したが、隣接する風早村（現：柏市）の大久保忠均（立憲政友会公認）との争いに敗れ次点（定数10、得票数11位）で落選。翌年の第8回衆議院議員総選挙には立候補せず大沢庄之助の支援に回った。昭和7年（1932年）には貴族院議員に千葉県多額納税者として互選され、同年9月29日に就任。交友倶楽部に所属して昭和14年（1939年）9月28日まで1期務めた。
昭和9年（1934年）には鎌ヶ谷尋常高等小学校（現：鎌ケ谷市立鎌ケ谷小学校）の道野辺から初富への移転に際して、初富字富岡に所有する土地を学校用地として寄付した。同地内には昭和22年（1947年）に開校した新制の村立鎌ヶ谷中学校も建設されている。
昭和31年（1956年）1月14日死去、享年88。三橋家墓所は昭和52年（1977年）に鎌ケ谷市により文化財に指定されている。
没後の昭和45年（1970年）に鎌ヶ谷小学校が現在地へ移転すると、昭和53年（1978年）に小学校跡地の一角に多目的公共施設として視聴覚ホールや予防接種室などを備えた「三橋記念館」が建設された。記念館は以後30年余にわたって市の文化施設としての役割を果たしていたが、同地内にあったイトーヨーカドー鎌ヶ谷店の建て替えにともない、商業施設と公共施設を一体化した建物を新築することが決まり、平成16年（2014年）3月限りで閉館。記念館の機能は同年4月に新建物内に開館した「きらり鎌ケ谷市民会館」へと受け継がれた。

## 著書
- 『大日本実業学会普通農科講義録 作物汎論』（岸秀次との共著、大日本実業学会）

## 親族
- 兄：影山昇[13]（千葉郡役所首席書記官）
- 弟：竹内荘治[14]（藤山コンツェルン重役。大日本製糖監査役などを歴任）
- 養父：三橋三郎（妻・敬子の父。鎌ヶ谷村長）
- 娘婿：伊藤武彦[15]（長女・富士子の夫。内務官僚。市原郡長、官選岐阜・滋賀・福島・岡山県知事などを歴任）